# Makari Glucharjow

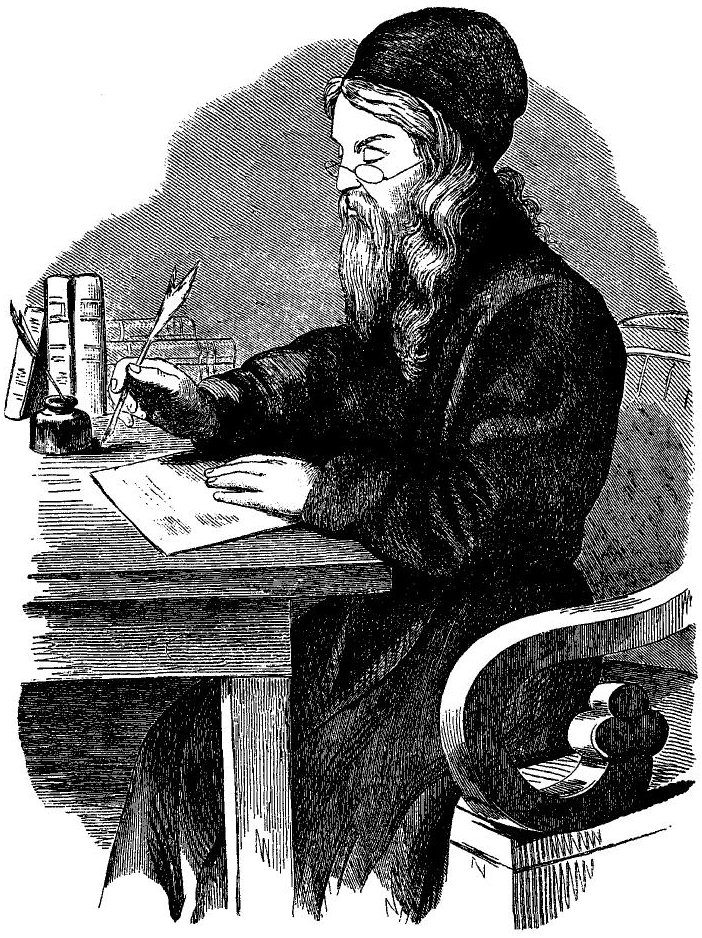
Makari Glucharew

Makari Glucharjow (russisch Макарий Глухарёв, eigentlich russisch Михаил Яковлевич Глухарёв Michail Jakowlewitsch Glucharjow; * 30. Oktober (10. November) 1792; † 18. (30. Mai) 1847) war ein Archimandrit der Russisch-Orthodoxen Kirche und Begründer von deren „Altai-Mission“. Er wurde 2000 für seine Rolle als „Apostel des Altai“ heiliggesprochen.
Seine Grundschulausbildung erhielt er an der Theologischen Schule Wjasma (1800–1803) und am Theologischen Seminar in Smolensk, wo er von 1803 bis 1813 studierte, mit einer Unterbrechung durch die Invasion Napoleons 1812. Er besaß eine seltene Begabung für Sprachen. Dank seines Vaters konnte er im Alter von sieben Jahren kurze Texte aus dem Russischen ins Lateinische übersetzen. Mit etwa 20 Jahren lernte Makarius Hebräisch, Griechisch, Deutsch und Französisch. Für den zweiten Jahrgang der St. Petersburger Theologischen Akademie wurden durch den Synodenbeschluss vom 22. Mai 1814 zwei der besten Studenten vom Seminar von Smolensk nach St. Petersburg delegiert: Sachar Smirjagin und Michail Glukarew. Mikhail schloss die Akademie mit dem 10. Master-Abschluss ab; Seine schriftlichen Arbeiten stachen hervor. Hier wurde der Rektor der Akademie, Filaret (Drozdov), sein Mentor auf Lebenszeit.
Im Jahr 1834 schlug Makari über Metropolit Filaret der Synode vor, eine Bibelübersetzung ins zeitgenössische Russisch anzufertigen. Filaret verheimlichte jedoch den Vorschlag  Makaris, um ihn vor den Anfeindungen seiner Vorgesetzten zu schützen, die seinem Vorschlag nicht wohlgesonnen waren. Makari selbst übersetzte 1837 das Buch Hiob und zwei Jahre später das Buch Jesaja ins Russische. Auch sein Vorschlag von 1825, eine Gemeinschaft von Diakonissen zu gründen, die den Missionaren vor allem bei der Krankenpflege und beim Unterricht zur Seite stehen sollten, stieß bei der Kirchenhierarchie auf Unverständnis. Tatsächlich aber unterstützten drei Frauen, darunter eine Ärztin, Makari auf diese Weise bei seiner Missionsarbeit.
„Er strebte eine gemeinsame Mission von Christen, Muslimen und Juden an und wollte sogar einen Tempel für das gemeinsame Gebet dieser traditionellen Religionen bauen.“